# Jaguareçá
O jaguareçá ou janguriçá (Holocentrus ascensionis) é uma espécie de peixe teleósteo, bericiforme, da família dos holocentrídeos. Tais peixes medem cerca de 35 cm de comprimento, contando com o dorso avermelhado.